# Europaparlamentets utskott för miljö, folkhälsa och livsmedelssäkerhet
Europaparlamentets utskott för miljö, folkhälsa och livsmedelssäkerhet (engelska: European Parliament Committee on the Environment, Public Health and Food Safety, ENVI) är ett av Europaparlamentets 20 ständiga utskott för att bereda ärenden i parlamentet. 
Utskottets nuvarande ordförande, vald den 10 juli 2019, är den franske Europaparlamentsledamoten Pascal Canfin (RE).

## Presidium
| Namn                  | Funktion i utskottet | Land           | Grupp   | Bild |
| --------------------- | -------------------- | -------------- | ------- | ---- |
| Pascal Canfin         | Ordförande           | Frankrike      | RE      |      |
| Bas Eickhout          | Viceordförande       | Nederländerna  | G/EFA   |      |
| Seb Dance             | Viceordförande       | Storbritannien | S&D     |      |
| Cristian-Silviu Buşoi | Viceordförande       | Rumänien       | EPP     |      |
| Anja Hazekamp         | Viceordförande       | Nederländerna  | GUE/NGL |      |